# Спутник (Самарская область)
Спу́тник — посёлок в Волжском районе Самарской области. Входит в состав городского поселения Смышляевка.

## География
Посёлок находится на расстоянии менее 1 км на северо-восток от посёлка Смышляевка, центра городского поселения.

### Часовой пояс
Посёлок Спутник, как и вся Самарская область, находится в часовой зоне МСК+1. Смещение применяемого времени относительно UTC составляет +4:00.

## Население
| 2010 |
| ---- |
| 553  |

### Национальный состав
Согласно результатам переписи 2002 года, в национальной структуре населения русские составляли 76 % из 517 чел.

## Улицы
| - ул. Вишнёвая, - ул. Волховская, - ул. Вяземская, - ул. Днепропетровская, - ул. Заречная, | - ул. Конотопская, - ул. Нижне-Удинская, - ул. Павлоградская, - ул. Повелецкая, - ул. Придорожная, | - ул. Сочинская, - ул. Центральная, - ул. Череповецкая, - ул. Якутская. |